# Euplectitae
Super-tribu
Les Euplectitae forment une super-tribu de coléoptères de la famille des Staphylinidae et de la sous-famille des Pselaphinae.

## Tribus
Bythinoplectini - 
Dimerini - 
Euplectini - 
Jubini - 
Mayetiini - 
Metopiasini - 
Trichonychini - 
Trogastrini